# 21970 Tyle
21970 Tyle (1999 XC) là một tiểu hành tinh vành đai chính được phát hiện ngày 1 tháng 12 năm 1999 bởi Nhóm nghiên cứu tiểu hành tinh gần Trái Đất phòng thí nghiệm Lincoln ở Socorro.